# دشت‌خوان ترنر
دشت‌خوان ترنر (نام علمی: Eremomela turneri) نام یک گونه از سرده دشت‌خوان است.